# Provincia de Lusaka
La provincia de Lusaka es una de las diez provincias de Zambia. Fue creada en 1976 a partir de territorios que antiguamente pertenecían a las provincias originales Oeste y Central, que no se corresponden con las actuales. Su capital es la ciudad de nombre homónimo, Lusaka, la cual hace también las veces de capital nacional. Tiene una superficie de 21.896 km². Es la provincia con menos distritos de Zambia. Es la provincia más urbana del país, al albergar el área urbana de la capital; no obstante, hay cabida para grandes espacios salvajes. La población de la provincia en 2010 era de 2 191 225 habitantes.
El área metropolitana de Lusaka se apoya en la riqueza agrícola del distrito de Chongwe, en la cual se sustenta su población.

## Distritos
La provincia está dividida en cuatro distritos administrativos.
| Distrito            | Capital | Actividades                                                                   |
| ------------------- | ------- | ----------------------------------------------------------------------------- |
| Distrito de Chongwe | Chongwe | Agricultura, comercio, turismo.                                               |
| Distrito de Kafue   | Kafue   | Agricultura, pesca, comercio, industria manufacturera, producción energética. |
| Distrito de Luangwa | Luangwa |                                                                               |
| Distrito de Lusaka  | Lusaka  | Servicios.                                                                    |

## Parques nacionales y áreas naturales
- Parque Nacional del Bajo Zambeze.
- Partes del valle del río Lunsemfwa y el bajo Valle Luangwa, en el noreste.
- Partes del río Kafue, en el suroeste.